# 노아차
노아차는 대한민국의 래퍼다. 2022년 싱글 [Dream up]으로 데뷔했다.

## 방송
- 쇼미더머니 9 (2020)
- 쇼미더머니 10 (2021)
- 드랍더비트 (2022) - Top48(33위)